# Balassa Gábor (püspök)
Balassa Gábor (Mencshely, 1783. március 22. – Szombathely, 1851. augusztus 11.) szombathelyi püspök.

## Életpályája
Pozsony vármegyéből Veszprém vármegyébe költözött nemesek gyermeke. A humán tárgyakat Veszprémben, a filozófiát Pozsonyban, a teológiát Nagyszombatban tanulta. 1806-ban szentelték pappá. 1807-től püspöki titkár, majd irodaigazgató. 1819 és 1831 között karádi, 1831-ben nyirádi plébános, ezt követően december 31-étől Sümeg esperes-plébánosa, 1832. november 17-étől veszprémi kanonok. 1832 és 1836 között az országgyűlésen a káptalan követe. 
1835-ben csanádi címzetes prépost, 1836-tól veszprémi püspöki helynök. 1837-ben lett az ítélőtábla prelátusa, hántai címzetes prépost. 1838. augusztus 30-ától az udvari kancellárián az egyházi ügyek előadója és ansariai címzetes püspök. 1839. március 15-étől kapornaki javadalmas apát. 1844. március 28-ától kinevezett, június 7-étől szombathelyi megyés püspök. 
A szabadságharc kezdetén papjait hűségnyilatkozatra szólítva támogatta a nemzet szabadságharc eszméjét, de az 1848. decemberi és az 1849. január 4-ei körlevelében a monarchia iránti hűségre utasította az egyházmegye papságát. Betegeskedése miatt korszerű egyházfegyelmi terveit nem tudta megvalósítani. 
Az iskolai oktatás színvonalának emelésére törekedett, papjait a sajtó- és a könyv-kultúra támogatására buzdította. A szombathelyi székesegyházban temették el.
Utóda az ansariai címzetes püspöki székben Várady József (1844. augusztus 16.), míg a szombathelyiben Szenczy Ferenc (1852. szeptember 4.).